# La Viña (departament)
Departament La Viña (hiszp. Departamento La Viña) – departament położony jest w centralnej części prowincji Salta. Stolicą departamentu jest La Viña. W 2010 roku populacja departamentu wynosiła 7435. 
Departament General Güemes graniczy z sześcioma innymi departamentami prowincji: Chicoana, Capital, Guachipas, Metán, Cafayate i San Carlos.
Główną rzeką przepływająca przez departament jest Rio Las Conchas, która przepływa przez wąwóz Quebrada de las Conchas i kończy swój bieg w zbiorniku retencyjnym Cabra Corral.
Przez departament przebiegają: Droga krajowa 68 oraz Droga prowincjonalna 6 (Ruta Provincial 6) i Droga prowincjonalna 47 (Ruta Provincial 47). 
W skład departamentu wchodzą m.in. miejscowości: La Viña, Coronel Moldes, Ampascachi, Talapampa, Cabra Corral, El Carmen.